# Ал на Дордоњи
Ал на Дордоњи (фр. Alles-sur-Dordogne) насеље је и општина у југозападној Француској у региону Аквитанија, у департману Дордоња која припада префектури Бержерак.
По подацима из 2011. године у општини је живело 356 становника, а густина насељености је износила 37,83 становника/km². Општина се простире на површини од 9,41 km². Налази се на средњој надморској висини од 57 метара (максималној 198 m, а минималној 41 m).

## Демографија
| 1962. | 1968. | 1975. | 1982. | 1990. | 1999. | 2011. |
| ----- | ----- | ----- | ----- | ----- | ----- | ----- |
| 249   | 307   | 293   | 305   | 302   | 321   | 356   |

График промене броја становника у току последњих година